# Неволинское сельское поселение (Пермский край)
Неволинское се́льское поселе́ние — упразднённое муниципальное образование в Кунгурском районе Пермского края Российской Федерации.
Административный центр — село Неволино.
В 2018 году в состав Неволинского сельского поселения было включено Тихановское сельское поселение.

## История
Статус и границы сельского поселения установлены Законом Пермской области от 27 декабря 2004 года № 1987-436 «Об утверждении границ и о наделении статусом муниципальных образований Кунгурского района Пермской области»
Законом Пермского края от 9 декабря 2020 года упразднено 22 декабря 2020 года в связи с объединением Кунгура и Кунгурского муниципального района в Кунгурский муниципальный округ, все сельские поселения упразднены.

## Население
| 2010  | 2012  | 2013  | 2014  | 2015  | 2016  | 2017  |
| ----- | ----- | ----- | ----- | ----- | ----- | ----- |
| 2474  | ↗2501 | ↘2495 | ↘2477 | ↘2418 | ↗2423 | ↘2390 |
| 2018  | 2019  | 2020  | 2021  |       |       |       |
| ↗2410 | ↗3530 | ↗3555 | ↗3567 |       |       |       |

## Состав сельского поселения
| №  | Населённый пункт | Тип населённого пункта          | Население |
| -- | ---------------- | ------------------------------- | --------- |
| 1  | Болотовка        | деревня                         | 2         |
| 2  | Болотово         | деревня                         | 294       |
| 3  | Катино           | деревня                         | 151       |
| 4  | Колпашники       | деревня                         | 157       |
| 5  | Мериново         | деревня                         | 503       |
| 6  | Мушкалово        | деревня                         | 80        |
| 7  | Мыльники         | деревня                         | 71        |
| 8  | Неволино         | село, административный центр    | ↗1036     |
| 9  | Новая Деревня    | деревня                         | 26        |
| 10 | Новоселы         | деревня                         | 138       |
| 11 | Одина            | деревня                         | 34        |
| 12 | Патраково        | деревня                         | 15        |
| 13 | Пихтари          | деревня                         | 70        |
| 14 | Полевая          | деревня                         | 44        |
| 15 | Сухая Речка      | деревня                         | 55        |
| 16 | Тёплая           | деревня, административный центр | 328       |
| 17 | Тихановка        | село                            | 112       |
| 18 | Троицк           | село                            | 343       |
| 19 | Шарташи          | деревня                         | 42        |
| 20 | Шубино           | деревня                         | 44        |

## Археология
По селу Неволино, находящемуся на правом берегу реки Ирень, названа средневековая неволинская культура.